# Enicospilus cupreus
Enicospilus cupreus là một loài tò vò trong họ Ichneumonidae.